# Mastnoplodovité
Mastnoplodovité (Elaeocarpaceae) je čeleď vyšších dvouděložných rostlin z řádu šťavelotvaré (Oxalidales). Zahrnuje asi 600 druhů ve 12 rodech. Zástupci čeledi jsou převážně stálezelené dřeviny se vstřícnými nebo střídavými jednoduchými listy a pravidelnými květy v bohatých květenstvích. Jsou rozšířeny v tropech téměř celého světa, místy přesahují i do mírného pásu. Mnohé druhy jsou těženy pro dřevo nebo jsou využívány v medicíně.

## Popis
Zástupci čeledi mastnoplodovité jsou stálezelené nebo poloopadavé stromy nebo keře, výjimečně i byliny. Stromy mají často u paty kmene nápadné opěrné pilíře. Kůra je obvykle hladká, šedá a tenká. Ochlupení rostlin je složeno z jednoduchých jednobuněčných chlupů. Listy jsou jednoduché, nelaločnaté, celokrajné, většinou s palisty. Listy jsou vstřícné nebo střídavé, nezřídka však oboje na stejné větvi. Žilnatina je zpeřená nebo od báze trojžilná. Květy jsou pravidelné, převážně oboupohlavné, v úžlabních nebo vrcholových, obvykle bohatých květenstvích, zřídka jednotlivé. Kalich je složen ze 4 až 5 volných lístků. Korunní lístky jsou v počtu 4 nebo 5, volné nebo výjimečně srostlé na bázi, u některých zástupců rodu jehlovec (Sloanea) koruna chybí. Tyčinek je většinou mnoho, vyrůstají z povrchu terče zbytnělého receptákula. Semeník je svrchní, srostlý ze 2 až 4 plodolistů a s jedinou čnělkou. V každém plodolistu je 2 až 20 vajíček. Plodem je ostnitá nebo hladká tobolka, bobule nebo peckovice. Semena obsahují bohatý olejnatý endosperm a často mají míšek.

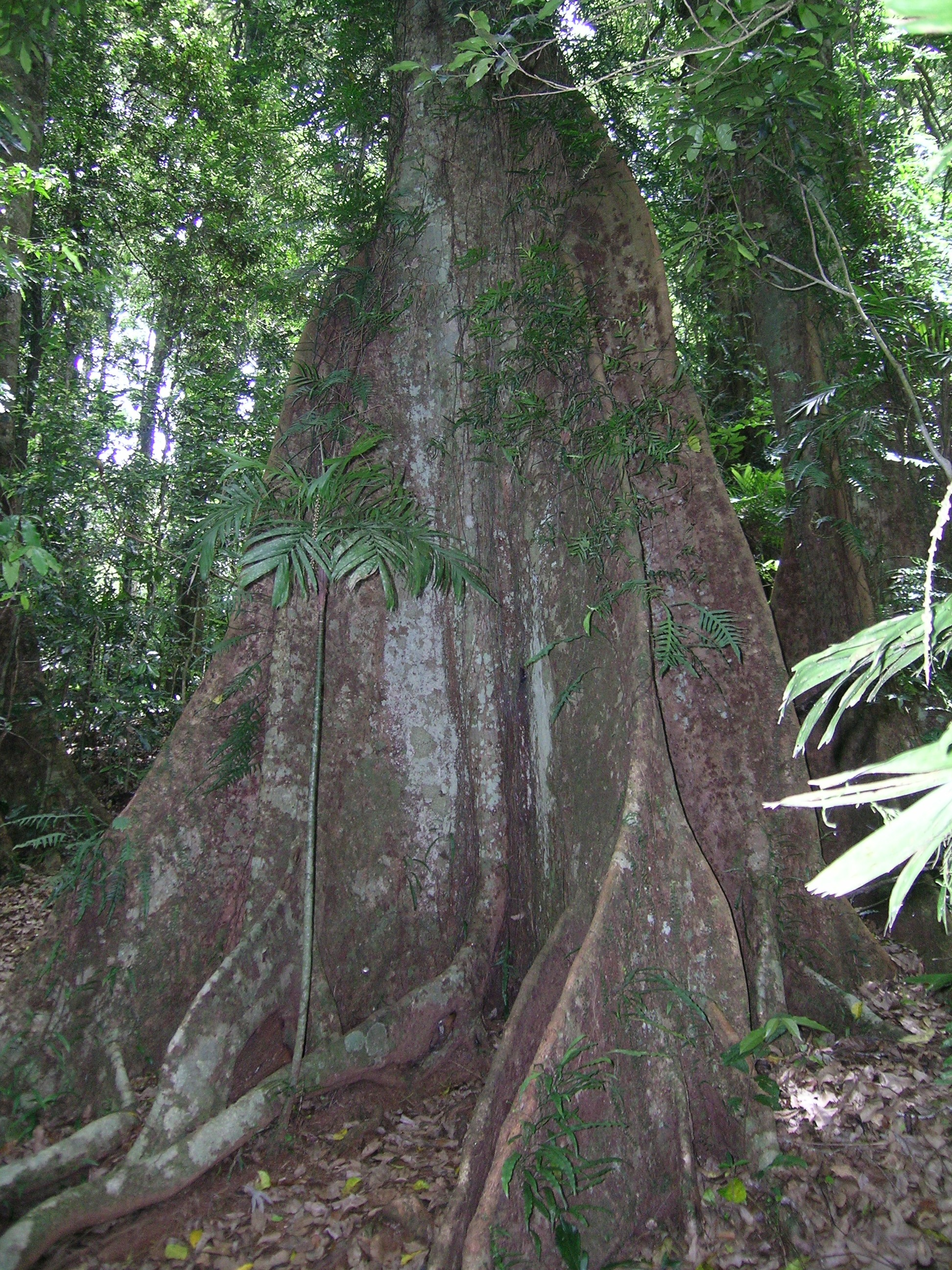
Jehlovec Sloanea woolsii
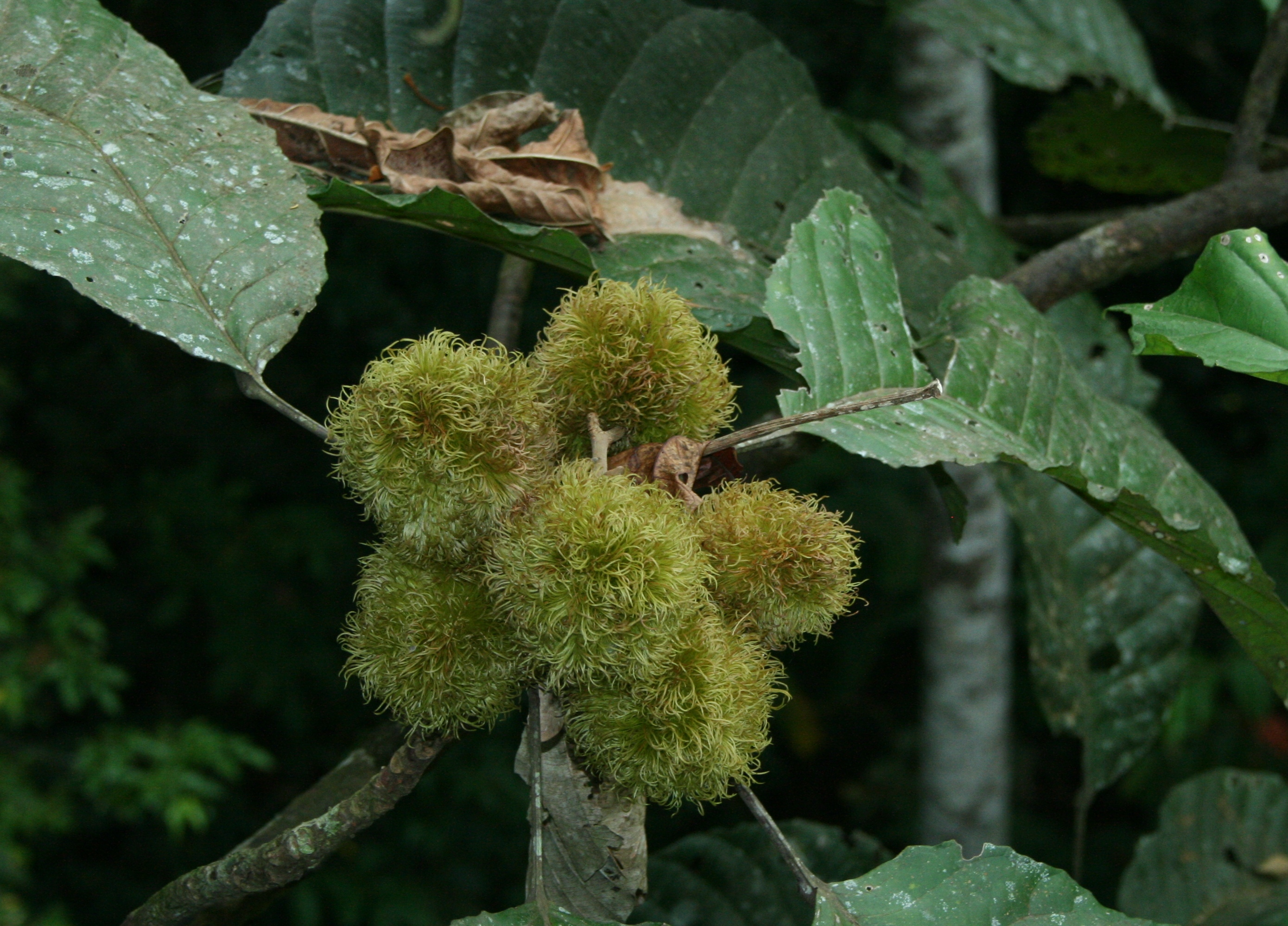
Plody Sloanea grandiflora
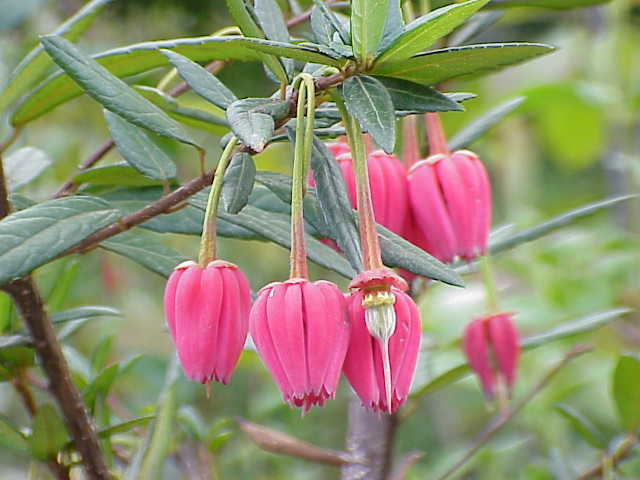
Květy krinodendronu C. hookerianum

## Rozšíření
Čeleď zahrnuje celkem 12 rodů a asi 600 druhů a vyskytuje se v tropech celého světa mimo kontinentální Afriky. V některých oblastech (Chile, Nový Zéland, Japonsko) přesahuje až do mírného pásu. Největší rody jsou mastnoplod (Elaeocarpus, 350 druhů v tropech Starého světa) a Sloanea (150 druhů, pantropický rod).

## Taxonomie
Čeleď Elaeocarpaceae byla v minulosti řazena do řádu slézotvaré (Malvales), vymykala se ovšem absencí některých morfologických znaků charakteristických pro čeledi tohoto řádu (slizové kanálky, pulvinus, dlanitá žilnatina aj.).
V systému APG byla tato čeleď na základě molekulárních studií přeřazena do řádu šťavelotvaré (Oxalidales) a byla do ní vřazena čeleď Tremandraceae (rody Platytheca, Tetratheca a Tremandra). Rod Muntingia byl vyjmut a přeřazen společně s rody Dicraspidia a Neotesmannia do čeledi Muntingiaceae v rámci řádu slézotvaré (Malvales).

## Zástupci
- aristotelie (Aristotelia)
- jehlovec (Sloanea)
- krinodendron (Crinodendron)
- mastnoplod (Elaeocarpus)
- tremandra (Tremandra)[5]

## Význam
Bobule druhu Aristotelia chilensis jsou v Chile používány k výrobě místního kvašeného nápoje a v medicíně. Stromy rodů jehlovec (Sloanea), mastnoplod (Elaeocarpus), krinodendron (Crinodendron) a aristotelie (Aristotelia) jsou těženy pro dřevo. Odvar z kůry jehlovců je používán v Belize při léčení horečky a cukrovky.

## Seznam rodů
Aceratium, Aristotelia, Crinodendron, Dubouzetia, Elaeocarpus, Peripentadenia, Platytheca, Sericolea, Sloanea, Tetratheca, Tremandra, Vallea